# Gablencův Pomník
Gablencův Pomník är ett monument i Tjeckien. Det ligger i den nordöstra delen av landet, 120 km öster om huvudstaden Prag. Gablencův Pomník ligger 426 meter över havet.
Terrängen runt Gablencův Pomník är platt åt sydväst, men åt nordost är den kuperad. Runt Gablencův Pomník är det tätbefolkat, med 308 invånare per kvadratkilometer. Närmaste större samhälle är Trutnov, 1,5 km nordost om Gablencův Pomník. I omgivningarna runt Gablencův Pomník växer i huvudsak blandskog.